# Jaleco
Jaleco Ltd (ジャレコ?, Ja-Re-ko) (in seguito Emcom Holdings) è una società giapponese che si occupa di sviluppare e pubblicare videogiochi, fondata nel 1974. Ha le sue sedi centrali al ventiduesimo piano del New Otani Garden Court a Chiyoda, Tokyo.

## Storia
Sorta nel 1974, l'azienda sviluppò diversi videogiochi arcade di buon successo tra gli anni ottanta e gli anni novanta come Cisco Heat, Rival Turf!, Rodland, Psychic 5, Saint Dragon e Best League. Un gioco che invece riscosse scarso gradimento fu Cheesy.
Nel 2006 ha deciso di diventare una holding rinominandosi Jaleco Holding e separando la divisione dei videogiochi in una nuova filiale che ha mantenuto il nome di Jaleco Ltd. Nel 2009, la Jaleco Holding ha venduto la Jaleco Ltd alla Game Yarou e di conseguenza ha cambiato il proprio nome in Emcom Holdings.
In precedenza la Jaleco Holding aveva la propria sede principale al decimo piano dell'Akasaka DS Building (赤坂DSビル?, Akasaka DS Biru) a Akasaka, Tokyo.
Come filiale interamente di proprietà della Game Yarou, Jaleco Ltd opera indipendentemente e continua a commercializzare titoli sotto il nome Jaleco. La Emcom Holdings non è più in alcun modo legata al business dei videogiochi, essendosi ramificata in altri mercati.

## Videogiochi prodotti
- 64th Street: A Detective Story
- Alien Command
- Argus
- Arm Champs II
- The Astyanax (originariamente The Lord of King)
- Avenging Spirit
- Bases Loaded (versione arcade)
- Bases Loaded '96: Double Header
- Big Run (anche noto come Jaleco Rally)
- Bio Senshi Dan: Increaser to no Tatakai (un prototipo per il Nord America, conosciuto come Bashi Bazook: Morphoid Masher, è stato tradotto ma non pubblicato)
- Banishing Racer
- Battle Unit Zeoth
- Brawl Brothers (Rushing Beat Ran in Giappone)
- Butasan
- Carrier
- Cheesy
- Cisco Heat
- City Connection (versione arcade)
- Cybattler
- Cyberball (versione NES)
- Desert War
- Dragonseeds
- Earth Defense Force
- Exerion
- F1 Super Battle
- Fighter Ace
- Formation Z (anche noto come Aeroboto)
- Fortified Zone
- Fuuun Shaolin Kyo
- Fuuun Shaolin Kyo: Ankoku no Maou
- Game Tengoku: The Game Paradise
- Ginga Ninkyoden
- Goblin Commander: Unleash the Horde
- GUNBare! Game Tengoku: The Game Paradise 2
- HammerLock Wrestling
- Idol Janshi Suchie-Pai
- JaJaMaru no Daibouken
- JaJaMaru Gekimaden: Maboroshi no Kinmajou
- Legend of Makai
- Maniac Mansion (versione Famicom Disk System)
- Maru's Mission
- Monty no DokiDoki Daissasou (versione Famicom Disk System di Monty on the Run)
- Momoko 120%
- Naughty Boy
- Nightcaster II: Equinox
- Ninja JaJaMaru-kun
- Ninja JaJaMaru-kun: Onikiri Ninpoucho
- Ninja Taro
- Operation Logic Bomb
- Over Rev
- Peek-A-Boo! (erotico)
- P-47: The Freedom Fighter (o P-47: The Phantom Fighter)
- P47 Aces
- Pinball Quest
- Pinbo
- Plus Alpha
- Pro Sport Hockey
- Psychic 5
- Rival Turf (Rushing Beat in Giappone)
- Rodland
- Saint Dragon
- Saiyuki World
- Saiyuki World 2: Tenjokai no Majin/Whomp 'Em
- Stepping Stage (versione arcade)
- Super GT 24h
- Super Strong Warriors
- Tetris Plus 2
- The Ignition Factor (Fire Fighting in Giappone)
- The Peace Keepers (Rushing Beat Shura in Giappone)
- Totally Rad (Magic John in Giappone)
- Trailer Park Tycoon
- Tuff E Nuff (Dead Dance in Giappone)
- Valtric
- VR1 Crossroads
- Wild Pilot